# Ugglarp, Trelleborgs kommun
Ugglarp är en ort i Anderslövs socken i Trelleborgs kommun. SCB har för bebyggelsen i södra delen av Ugglarp avgränsat en småort namnsatt till Ugglarp södra. 2015 hade folkmängden i området minskat och småorten upplöstes.
Slakteriet KLS Ugglarps bedriver verksamhet i orten.